# Chizzy Akudolu
Andrea Chizoba Akudolu, detta Chizzy (Londra, 7 ottobre 1973), è un'attrice britannica.

## Filmografia parziale

### Cinema
- In the Loop, regia di Armando Iannucci (2009)
- County Lines, regia di Henry Blake (2020)

### Televisione
- 15 Storeys High – serie TV, episodio 2x01 (2004)
- EastEnders – soap opera, 1 episodio (2004)
- Stupid! – serie TV (2004)
- Green Wing – serie TV, episodio 2x04 (2006)
- The Complete Guide to Parenting – serie TV (2006)
- Roman's Empire – serie TV, episodio 1x02 (2007)
- Nuzzle and Scratch – serie TV (2008)
- Dead Set – miniserie TV, episodio 1x14 (2008)
- Dustbin Baby – film TV (2008)
- Agent X – film TV (2009)
- Hollyoaks Later – serie TV (2009)
- Jinx - Fornelli e magie (Jinx) – serie TV (2009)
- Gigglebiz – serie TV (2009)
- The Inbetweeners – serie TV, episodio 3x03 (2010)
- The Increasingly Poor Decisions of Todd Margaret – serie TV, episodio 1x02 (2010)
- Twenty Twelve – serie TV, episodio 1x04 (2011)
- Campus – serie TV (2011)
- Scoop – serie TV, episodio 2x03 (2011)
- Mongrels – serie TV, episodio 2x07 (2011)
- Testimoni silenziosi (Silent Witness) – serie TV, episodi 15x11 e 15x12 (2012)
- Holby City – serie TV, 209 episodi (2012-2022)
- Shakespeare & Hathaway investigatori privati (Shakespeare & Hathaway: Private Investigators) – serie TV, episodio 1x08 (2018)
- Delitti in Paradiso (Death in Paradise) – serie TV, episodio 8x01 (2019)
- Hetty Feather – serie TV, episodio speciale natalizio (2019)
- Hapless – webserie (2020)
- Too Close, regia di Susan Tully – miniserie TV, 3 puntate (2021)
- Kate & Koji – serie TV, episodio 2x04 (2022)
- Man vs. Bee – serie TV, episodio 1x09 (2022)
- The Woman in the Wall, regia di Harry Wootliff e Rachna Suri – miniserie TV, 3 puntate (2023)

### Cortometraggi
- 5 Minutes, regia di David Innes Edwards (2015)

## Programmi TV
- Sorry, I Didn't Know – talk show (2016, 2020-in corso)
- Let's Sing and Dance – talent show (2017)
- Strictly Come Dancing – talent show (2017)
- The Weakest Link – game show (2017)
- Loose Women – talk show (2018-2019)
- Celebrity MasterChef – talent show (2018)
- Richard Osman's House of Games – quiz show (2018)
- Glow Up: Britain's Next Make-Up Star – reality show (2019)
- Chef vs. Corner Shop – talent show (2020)
- Creating A Scene – programma documentaristico (2021)
- Celebrity Hunted – reality show (2022)

## Doppiatrici italiane
- Stella Gasparri in Dead Set
- Perla Liberatori in Jinx - Fornelli e magie
- Cinzia De Carolis in Man vs. Bee